# كأس ألمانيا 1939
كأس ألمانيا 1939 (بالألمانية: Tschammerpokal 1939)‏ هو الموسم 5 من كأس ألمانيا. أشرف على تنظيمه اتحاد ألمانيا لكرة القدم، وكان عدد الأندية المشاركة فيه 62، وفاز فيه نادي نورنبرغ.